# The Erotic Mirror
Pour plus de détails, voir Fiche technique et Distribution.
The Erotic Mirror est un film américain réalisé par Pete Jacelone sorti en 2002.

## Synopsis
Amy (Laurie Wallace) retourne dans sa ville natale pour les vacances.
Dans un magasin de seconde main, elle achète un miroir ancien. Mais le miroir est ensorcelé par l'ancienne propriétaire, une maquerelle (Darian Caine) qui fut brûlée sur le bûcher.
Pour briser ce sortilège il faut une forte énergie sexuelle : Amy montre successivement le miroir à ses amies (Misty Mundae, Esmerelda DeLarocca, Lora Renee, Jade Duboir & A. J. Khan), les jeux saphiques qui s'ensuivent étant peut-être assez forts pour libérer le miroir de ce sortilège.

## Fiche technique
- Titre : The Erotic Mirror
- Réalisateur : Pete Jacelone
- Scénario : Clancy Fitzsimmons et Pete Jacelone
- Langue : Anglais
- Format : Couleurs
- Durée : 117 minutes
- Pays :  États-Unis
- Date de sortie : 26 mars 2002  États-Unis

## Distribution
- Laurie Wallace : Amy
- Darian Caine : la dame du miroir
- A. J. Khan : Docterresse Jessie Mayron
- Misty Mundae : Mary
- Ruby Larocca : Stacy
- Major Dodge : Bill
- Debbie Rochon
- Lora Renee
- Jade Duboir
- Mistress Rhiannon
- Justine
- Michael R. Thomas
- Bobby Gonzo
- Michael Raso
- Frank Scorpio
- Joseph Richardson